# Halfdan Strøm
Halfdan Frithjof Strøm, född den 4 november 1863 i Kristiania (nuvarande Oslo), död där den 28 april 1949, var en norsk målare. 
Strøm fick sin första undervisning i teckningsskolan i hemstaden, reste 1884 till München och vistades 1892–95 i Paris. Han började som realist i Christian Krohgs anda med Från restaurangen, en interiör med figurer från arbetarsamfundets kafé, såväl typerna som lokalen förträffligt karakteriserade (1888, norska nationalgalleriet). Så följde Skomakarverkstad (1889) och andra motiv av samma art. År 1895 målade Strøm Ung moder (Luxembourgmuseet), 1898 Afton, 1905 Interiör från en bondstuga, båda i norska nationalgalleriet, som även äger porträtt av Emil Hannover (1898), ett damporträtt och friluftsbilden I furulunden - damer och barn frukosterande i skogen en solig sommardag –, som med sina glada och ljust stämda färger representerar hans senare stadium. Ett av hans äldre arbeten, Middagsvila (interiör från en drängstuga på landet), äges av det Moderna museet i Venedig och han finns representerad vid Nationalmuseum i Stockholm. Strøm blev 1909 professor vid konstakademien i Kristiania.